# Крутиха (приток Верхней Ёрги)
Крутиха — река в России, протекает по Великоустюгскому району Вологодской области. Устье реки находится в 85 км по левому берегу реки Верхней Ёрги. Река образуется слиянием двух небольших рек — Крутишка 1-я и Крутишка 2-я. Длина реки вместе с Крутишкой 1-й составляет 17 км.
Слияние Крутишки 1-й и Крутишки 2-й расположено в 11 км к юго-западу от посёлка Ломоватка (центра Ломоватского сельского поселения) и в 56 км к северо-западу от Великого Устюга. Крутиха течёт по ненаселённому лесу на юг, крупных притоков нет. Впадает в Верхнюю Ёргу в 3 км выше посёлка Пихтово.

## Данные водного реестра
По данным государственного водного реестра России относится к Двинско-Печорскому бассейновому округу, водохозяйственный участок реки — Северная Двина от начала реки до впадения реки Вычегда, без рек Юг и Сухона (от истока до Кубенского гидроузла), речной подбассейн реки — Сухона. Речной бассейн реки — Северная Двина.
Код объекта в государственном водном реестре — 03020100312103000009678.